# قطعنامه ۵۵۹ شورای امنیت
قطعنامه ۵۵۹ شورای امنیت سازمان ملل متحد که در تاریخ ۱۴ دسامبر ۱۹۸۴ تصویب شد، سندی بین‌المللی دربارهٔ قبرس است. این قطعنامه طی نشست ۲۵۶۵ام با ۱۵ موافق، ۰ مخالف و ۰ ممتنع تصویب شد.